# Zaozerne, Liuboml
Zaozerne (în ucraineană Заозе́рне) este un sat în comuna Zhoranî din raionul Liuboml, regiunea Volînia, Ucraina.

## Demografie
Componența lingvistică a localității Zaozerne
     Ucraineană (99,7%)
     Alte limbi (0,3%)
Conform recensământului din 2001, majoritatea populației localității Zaozerne era vorbitoare de ucraineană (99,7%), existând în minoritate și vorbitori de alte limbi.